# Куланды (полуостров)
Куланды — бывший полуостров на севере Аральского моря. До 1980 года протяжённость в море достигала 60 км. Абсолютная высота 129 м. На западе расположен залив Чернышев, на северо-востоке залив Тущыбас. Сложен из известковых и мергельских пород палеогена. Растут ковыль, боялыч, саксаул, жузгун и др. полупустынные растения. На востоке родники, соленые озера. Встречаются месторождения бурого угля. В связи с исчезновением Аральского моря изменился рельеф Куланды.
Севернее находится село Куланды.